# Eunidia discovittata
Eunidia discovittata är en skalbaggsart som beskrevs av Stefan von Breuning 1939. Eunidia discovittata ingår i släktet Eunidia och familjen långhorningar.
Artens utbredningsområde är Sri Lanka. Inga underarter finns listade i Catalogue of Life.